# Szolovjov D–30
A D–30 szovjet kétáramú gázturbinás sugárhajtómű. PSZ–30 (PSZ – Pavel Szolovjov) típusjelzéssel is ismert. Az OKB–19 tervezőirodában (ma: Aviadvigatyel) fejlesztették ki Pavel Szolovjov vezetésével, és az Aviadvigatyel Rt. részeként működő Permi Motorgyár gyártja ma is egyes változatait. Az első széria és a legutolsó változatok közt mind teljesítményben, mind a műszaki színvonalát illetően nagyok a különbségek.

## Története
A D–30 első változatát az 1960-as évek elején fejlesztették ki a Tu–134 utasszállító repülőgép számára, ennek a tolóereje 68 kN volt. Az I. sorozatot 1967-től gyártották, a II. sorozatot a Tu–134A számára 1970-től, majd a III. sorozatot a Tu–134A–3 és a Tu–134-B–3 számára 1982-től készült. A II. sorozattól sugárfordítóval gyártották. Később a hajtómű gázgenerátorát részben felhasználva alkották meg a jóval nagyobb méretű és közel kétszeres teljesítményű D–30KP változatot az Il–76 teherszállító repülőgépbe, illetve a D–30KU-t az Il–62M-be, a D–30KU–154-t pedig a Tu–154M-be építették be. A hajtómű sorozatgyártása a permi és a ribinszki motorgyárakban folyt. A típusjelazonosság azóta is sok félreértésre ad okot, hiszen - bár mind a két hajtóművet D-30-nak hívják - sem a kompresszor, sem a tüzelőtér, sem pedig a turbina nem azonos.
A Tu-134-esbe szánt kisebbik D-30-asból fejlesztették ki a MiG-25MP jelű koncepcióhoz a nagyobb tolóerejű, utánégetővel felszerelt kísérleti D–30F változatot 1972-ben, amit egy MiG–25 elfogó vadászrepülőgépen tesztelték. A D-30F tolóereje utánégetéssel elérte a 140 kN-t. Azonban a MiG-31-es számára már a D-30F-6-os továbbfejlesztett verzió került kifejlesztésre, a 95 kN maximál és 155 kN utánégetővel mért fékpadi tolóerővel. A D-30F-6-ből került kifejlesztésre utánégető nélkül a D-30V magassági hajtómű a Mjasziscsev M-55 Geofizika számára. A D-30F-6 legutolsó altípusa a technológia demonstrátor Szu-47 Berkutba beépített csökkentett forszázskamra átmérőjű D-30F-11, aminél a fékpadi tolóerő változatlan maradt.
Nagyjavítását a permi motorgyár (Permszkije motori), valamint a Sztaraja Russza-i 123. sz. repülőgépjavító üzemben és az jejszki 570. sz. repülőgépjavító üzem végzi.

## Szerkezeti kialakítása
A D–30 egy alacsony kétáramsági fokú gázturbina. Két tengelyes, kétrészes axiálkompresszorral. A kisnyomású kompresszor ötfokozatú, a nagynyomású kompresszor tíz kompresszor-fokozattal rendelkezik. A gyűrűs égéstér mögött két darab kétfokozatú turbina található. A nagynyomású turbina egy csőtengelyen van a nagynyomású kompresszorral, a kisnyomású turbina pedig a csőtengelyben futó tengellyel van a kisnyomású kompresszorhoz szerelve. A D–30-ban a kisnyomású kompresszorból a turbina külső köpenyében, a nagynyomású fokozat és az égéstér körül elvezetett levegő (külső, hideg áramkör) a turbinából kilépő meleg áramkörrel keveredik, és így hagyja el a fúvócsövet. A turbina beömlő nyílása, és a kisnyomású kompresszor első fokozata jégtelenítő rendszerrel rendelkezik. T–1, TSZ–1 és RT típusú kerozinnal üzemel. Sűrített levegős indítással rendelkezik.

## Változatok

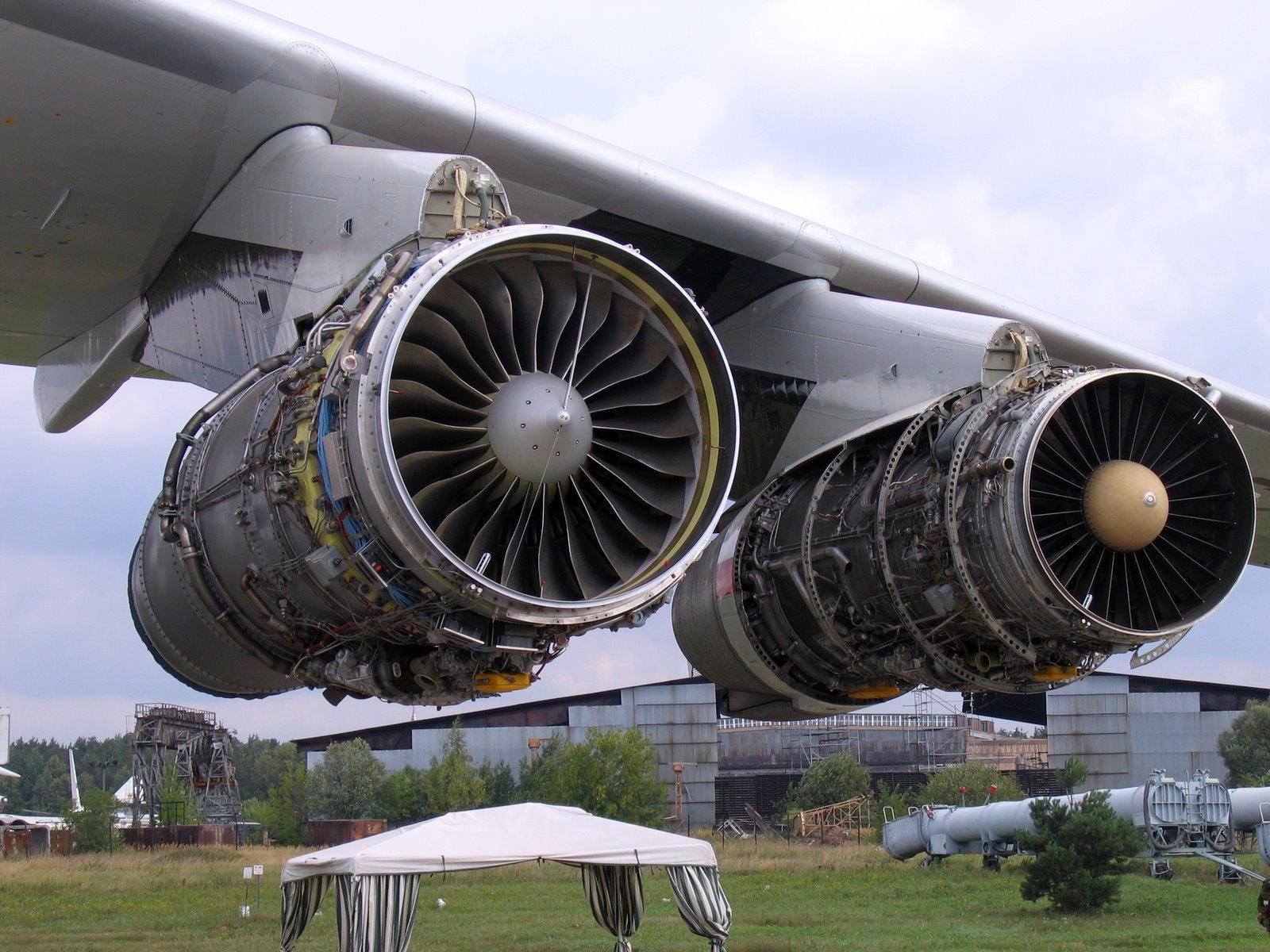
Balra a modernizált, D–30KP–3 Burlak változat, jobbra a D–30KP–2 változat Il–76-osra szerelve

- D–30 – Alapváltozat, melyet a Tu–134-es utasszállító repülőgépen alkalmaztak. A hajtóművet többször modernizálták, ennek során műszaki paraméterei kismértékben változtak. Ezek alapján három gyártási sorozat különíthető el, de típusjelzésük azonos.
- D–30V – A V–12 (Mi–12) helikopterhez kifejlesztett tengelyteljesítményt szolgáltató gázturbinás hajtómű. A Mi–12-höz azonban mégsem ezt a hajtóművet, hanem a D–25VF gázturbinát használták.
- D–30KP – Az Il–76 és változatai (Il–78, A–50) számára gyártott, sugárfordítóval felszerelt típusváltozat.
- D–30F6 – A D–30 hajtómű-család legmodernebb és legnagyobb tolóerejű tagja a MiG–31 számára kifejlesztett D–30F6 változat, amelyet utánégetővel és szabályozható keresztmetszetű hangsebesség feletti fúvócsővel láttak el. Moduláris felépítésű, 7 nagyobb részegységből áll, amelyek javítás esetén egy egységként cserélhetők. A hajtómű elektronikus vezérléssel rendelkezik, de tartalék hidraulikus vezérlő berendezéssel is ellátták. A digitális diagnosztikai berendezése folyamatosan figyeli a hajtómű állapotát.

## Külső hivatkozások
- A gyártó Aviadvigatyel honlapja
- A D–30 a gyártó Aviadvigatyel vállalat honlapján (oroszul)